# Gerberoy

Gerberoy este o comună în departamentul Oise, Franța. În 1 ianuarie 2022 avea o populație de 86 de locuitori.